# وویچیخ سولاش
وویچیخ سولاش (لهستانی: Wojciech Solarz؛ ‏ تلفظ لهستانی: [ˈvɔjt͡ɕɛx]؛ ‏ زادهٔ ۱۳ آوریل ۱۹۷۹) بازیگر اهل لهستان است.
از فیلم‌ها یا مجموعه‌های تلویزیونی که وی در آن‌ها نقش داشته‌است، می‌توان به فقط عاشقم باش، همبستگی، همبستگی...، نبرد ورشو ۱۹۲۰، ۸۰ میلیون، پدر متیو، سکسیفای، رنگ‌های خوشبختی، دوران افتخار، قانون حقیقی، در خوشی و سختی، خدایان و والسا: مرد امید اشاره نمود.